# Ami James
Ami James (Sharm el-Sheikh, 6 de abril de 1972) é um tatuador, personalidade de televisão e empresário americano.

## Início de vida
Ami James nasceu em 6 de abril de 1972 no Egito. Seu pai, um americano, se converteu ao judaísmo três anos antes de se mudar para Israel, onde se juntou ao exército israelense e conheceu a mãe de James, que emigrou de Bucareste. James viveu em Israel e no Egito ainda criança, e passou grande parte de sua infância sem seu pai, que deixou a família quando James tinha quatro anos de idade. James sofreu de DDA grave, como resultado, ele foi atraído para arte e tatuagem nesta idade jovem.
James mudou-se para os Estados Unidos aos 11 à 12 anos de idade, morando com seus avós antes de se mudar para Miami aos 12 anos. Voltou para Israel na adolescência e completou seu serviço militar nas Forças de Defesa de Israel, como um franco-atirador. Ele teve sua primeira tatuagem aos 15 anos. Foi a experiência que o fez decidir se tornar um tatuador.

## Carreira
Em 1992, Ami começou sua carreira como tatuador. Ele começou a trabalhar em Tattoos by Lou com outro artista colega. James e seu parceiro Chris Nunez foram os co-fundadores do estúdio de tatuagem Love hate tattoos em Miami, Flórida. Além disso, ele também foi a principal personalidade em Miami Ink, que é um programa de televisão TLC. Ele também era o co-proprietário da empresa de roupas Deville, juntamente com Jesse Fleet e Nunez. Ele também era co-proprietário do Love Hate Lounge, a boate de Miami, e seu parceiro era, mais uma vez, Nunez e outros dois de seus amigos mais próximos. Além disso, ele fez alguns investimentos com Larry Weymouth, o famoso joalheiro de Boston.
Em 1996, ele morou por alguns meses na Dinamarca, onde fez tatuagens.
Ami é casado com Jordan Kidd depois que ele se divorciou de sua primeira esposa, Andrea O'Brien em 11 de outubro de 2006. Atualmente, Ami reside em Miami, junto com sua esposa e filhas chamadas Shayli e Nalia nascidas em 3 de agosto de 2008 e 8 maio 2012 simultaneamente.
Ele revelou em seu blog que estava se mudando para Nova York e que seu novo programa, NY Ink, planejava começar a ser filmado em março de 2011. O show estreou em 2 de junho de 2011.
Em 2013, James associou-se à PETA em um anúncio para sua campanha "Ink Not Mink".

## Televisão
- 2005-2008 (Miami Ink)
- 2011-2013 (NY Ink)
- 2013-2014 (Tatto Titans)
- 2018 (The Tattoo Shop)